# Campionato mondiale maschile di pallamano 2019
Il Campionato mondiale maschile di pallamano 2019 è stato il 26° evento organizzato dalla International Handball Federation e si è svolto in Germania e in Danimarca dal 9 al 27 gennaio 2019.
Il torneo ha visto il trionfo della Danimarca, che per la prima volta nella sua storia diventa campione del mondo, completando la Tripla Corona che comprende la vittoria di Olimpiadi, Mondiali ed Europei. Per il secondo torneo di fila la Norvegia si arrende in finale. Terzo posto per la Francia campione in carica che batte gli ospitanti della Germania nella finalina di consolazione.

## Qualificate
| Competizione                                   | Data                           | Posti | Qualificate                                                              |
| ---------------------------------------------- | ------------------------------ | ----- | ------------------------------------------------------------------------ |
| Nazionali ospitanti                            | 28 ottobre 2013                | 2     | Danimarca Germania                                                       |
| Campionato mondiale maschile di pallamano 2017 | 11-29 gennaio 2017             | 1     | Francia                                                                  |
| Campionato europeo maschile di pallamano 2018  | 12-28 gennaio 2018             | 1     | Spagna                                                                   |
| Coppa d'Africa 2018                            | 17-27 gennaio 2018             | 3     | Angola Egitto Tunisia                                                    |
| Coppa d'Asia 2018                              | 18-28 gennaio 2018             | 4     | Bahrein Qatar Arabia Saudita Corea unificata                             |
| Europa                                         | 25 ottobre 2017-14 giugno 2018 | 9     | Austria Croazia Ungheria Islanda Macedonia Norvegia Russia Serbia Svezia |
| Giochi Panamericani 2018                       | 16-24 giugno 2018              | 3     | Argentina Brasile Cile                                                   |
| Wildcard                                       |                                | 1     | Giappone                                                                 |

## Sorteggio
Il sorteggio si è tenuto a Copenaghen, Danimarca, il 25 giugno 2018.

### Fasce
Le fasce del sorteggio e la procedura sono stati resi noti il 22 giugno.
| Prima fascia                    | Seconda fascia                   | Terza fascia                     | Quarta fascia                    | Quinta fascia               | Sesta fascia                                   |
| ------------------------------- | -------------------------------- | -------------------------------- | -------------------------------- | --------------------------- | ---------------------------------------------- |
| Francia Spagna Svezia Danimarca | Croazia Russia Norvegia Ungheria | Qatar Germania Austria Macedonia | Serbia Tunisia Islanda Argentina | Brasile Egitto Bahrein Cile | Corea unificata Arabia Saudita Angola Giappone |

## Arbitri
Le coppie arbitrali sono state selezionate il 25 ottobre 2018.
| Arbitri    | Arbitri                                   |
| ---------- | ----------------------------------------- |
| Argentina  | Julian Grillo Sebastián Lenci             |
| Croazia    | Matija Gubica Boris Milošević             |
| Rep. Ceca  | Václav Horáček Jiří Novotný               |
| Danimarca  | Martin Gjeding Mads Hansen                |
| Francia    | Karim Gasmi Raouf Gasmi                   |
| Germania   | Robert Schulze Tobias Tönnies             |
| Iran       | Majid Kolahdouzan Alireza Mousaviannazhad |
| Macedonia  | Gjorgji Nachevski Slave Nikolov           |
| Montenegro | Ivan Pavićević Miloš Ražnatović           |
| Norvegia   | Håvard Kleven Lars Jørum                  |
| Portogallo | Duarte Santos Ricardo Fonseca             |
| Slovenia   | Bojan Lah David Sok                       |
| Spagna     | Óscar López Ángel Ramírez                 |
| Svezia     | Mirza Kurtagic Mattias Wetterwik          |
| Svizzera   | Arthur Brunner Morad Salah                |
| Tunisia    | Ismail Boualloucha Ramzi Khenissi         |

## Impianti
| Amburgo                            | Berlino                              | Colonia                          | Monaco di Baviera               | Copenaghen                   | Herning                           |
| Barclaycard Arena Capacità: 13.900 | Mercedes-Benz Arena Capacità: 16.000 | Lanxess Arena Capacità: : 19.500 | Olympiahalle Capacità: : 15.500 | Royal Arena Capacità: 13.000 | Jyske Bank Boxen Capacità: 14.000 |
|                                    |                                      |                                  |                                 |                              |                                   |

## Turno preliminare
Per la qualificazione si seguono questi criteri:
- 1) punti;
- 2) scontri diretti;
- 3) differenza reti scontri diretti;
- 4) reti segnate scontri diretti;
- 5) differenza reti.

### Girone A

#### Classifica
| Pos | Squadra         | G | V | N | P | GF  | GS  | DG  | Pt | Qualificazione            |
| --- | --------------- | - | - | - | - | --- | --- | --- | -- | ------------------------- |
| 1   | Francia         | 5 | 4 | 1 | 0 | 138 | 113 | +25 | 9  | Qualificate al Main Round |
| 2   | Germania        | 5 | 3 | 2 | 0 | 142 | 110 | +32 | 8  | Qualificate al Main Round |
| 3   | Brasile         | 5 | 3 | 0 | 2 | 127 | 129 | −2  | 6  | Qualificate al Main Round |
| 4   | Russia          | 5 | 1 | 2 | 2 | 131 | 127 | +4  | 4  |                           |
| 5   | Serbia          | 5 | 1 | 1 | 3 | 127 | 146 | −19 | 3  |                           |
| 6   | Corea unificata | 5 | 0 | 0 | 5 | 124 | 164 | −40 | 0  |                           |

#### Risultati
| Arbitri: | Gjeding Hansen |

|                 |           |              |
| Jang, Kang T. 4 | Marcatori | Gensheimer 7 |

| Arbitri: | Jørum Kleven |

|           |           |            |
| N. Ilić 6 | Marcatori | Dibirov 12 |

| Arbitri: | Kurtagic Wetterwik |

|          |           |               |
| Toledo 8 | Marcatori | Guigou, Mem 6 |

| Arbitri: | Pavićević Ražnatović |

|              |           |                    |
| Shishkarev 7 | Marcatori | Kang J., Park K. 4 |

| Arbitri: | Jørum Kleven |

|               |           |          |
| Gensheimer 10 | Marcatori | Toledo 5 |

| Arbitri: | Gjeding Hansen |

|                    |           |               |
| Fabregas, Remili 5 | Marcatori | Radivojević 6 |

| Arbitri: | Gjeding Hansen |

|                         |           |          |
| Marsenić, Radivojević 5 | Marcatori | Toledo 5 |

| Arbitri: | Kurtagic Wetterwik |

|           |           |              |
| Dibirov 8 | Marcatori | Gensheimer 8 |

| Arbitri: | Pavićević Ražnatović |

|          |           |           |
| Remili 7 | Marcatori | Kang T. 7 |

| Arbitri: | Pavićević Ražnatović |

|                      |           |          |
| Dibirov, Zhitnikov 6 | Marcatori | Borges 7 |

| Arbitri: | Kurtagic Wetterwik |

|            |           |            |
| Kang J. 12 | Marcatori | Vorkapić 7 |

| Arbitri: | Gjeding Hansen |

|                 |           |        |
| tre giocatori 4 | Marcatori | Mahé 9 |

| Arbitri: | Jørum Kleven |

|          |           |           |
| Borges 7 | Marcatori | Kang J. 5 |

| Arbitri: | Pavićević Ražnatović |

|          |           |           |
| Musche 5 | Marcatori | N. Ilić 5 |

| Arbitri: | Horáček Novotný |

|              |           |               |
| Richardson 4 | Marcatori | Shkurinskiy 4 |

### Girone B

#### Classifica
| Pos | Squadra   | G | V | N | P | GF  | GS  | DG  | Pt | Qualificazione            |
| --- | --------- | - | - | - | - | --- | --- | --- | -- | ------------------------- |
| 1   | Croazia   | 5 | 5 | 0 | 0 | 152 | 115 | +37 | 10 | Qualificate al Main Round |
| 2   | Spagna    | 5 | 4 | 0 | 1 | 142 | 114 | +28 | 8  | Qualificate al Main Round |
| 3   | Islanda   | 5 | 3 | 0 | 2 | 137 | 124 | +13 | 6  | Qualificate al Main Round |
| 4   | Macedonia | 5 | 2 | 0 | 3 | 131 | 139 | −8  | 4  |                           |
| 5   | Bahrein   | 5 | 1 | 0 | 4 | 107 | 151 | −44 | 2  |                           |
| 6   | Giappone  | 5 | 0 | 0 | 5 | 121 | 147 | −26 | 0  |                           |

#### Risultati
| Arbitri: | Horáček Novotný |

|            |           |              |
| Watanabe 5 | Marcatori | K. Lazarov 8 |

| Arbitri: | Boualloucha Khenissi |

|              |           |             |
| Pálmarsson 7 | Marcatori | Stepančić 8 |

| Arbitri: | Grillo Lenci |

|                    |           |        |
| Al-Sayyad, Habib 7 | Marcatori | Solé 7 |

| Arbitri: | Boualloucha Khenissi |

|              |           |             |
| K. Lazarov 8 | Marcatori | Al-Sayyad 6 |

| Arbitri: | Brunner Salah |

|          |           |          |
| Horvat 8 | Marcatori | Tokuda 6 |

| Arbitri: | Horáček Novotný |

|        |           |               |
| Solé 5 | Marcatori | Guðmundsson 6 |

| Arbitri: | Brunner Salah |

|              |           |         |
| Gunnarsson 8 | Marcatori | Merza 5 |

| Arbitri: | Horáček Novotný |

|           |           |            |
| Duvnjak 6 | Marcatori | Manaskov 6 |

| Arbitri: | Grillo Lenci |

|        |           |          |
| Solé 8 | Marcatori | Tokuda 7 |

| Arbitri: | Boualloucha Khenissi |

|          |           |                             |
| Agarie 4 | Marcatori | Gunnarsson, Sigurmannsson 5 |

| Arbitri: | Grillo Lenci |

|           |           |         |
| Štrlek 11 | Marcatori | Jalal 5 |

| Arbitri: | Brunner Salah |

|            |           |         |
| Peševski 6 | Marcatori | Gómez 6 |

| Arbitri: | Brunner Salah |

|          |           |          |
| Basham 6 | Marcatori | Motoki 9 |

| Arbitri: | Kurtagic Wetterwik |

|                        |           |               |
| K. Lazarov, Manaskov 5 | Marcatori | Gunnarsson 10 |

| Arbitri: | Gjeding Hansen |

|        |           |          |
| Solé 5 | Marcatori | Horvat 8 |

### Girone C

#### Classifica
| Pos | Squadra        | G | V | N | P | GF  | GS  | DG  | Pt | Qualificazione            |
| --- | -------------- | - | - | - | - | --- | --- | --- | -- | ------------------------- |
| 1   | Danimarca      | 5 | 5 | 0 | 0 | 167 | 103 | +64 | 10 | Qualificate al Main Round |
| 2   | Norvegia       | 5 | 4 | 0 | 1 | 175 | 119 | +56 | 8  | Qualificate al Main Round |
| 3   | Tunisia        | 5 | 3 | 0 | 2 | 138 | 147 | −9  | 6  | Qualificate al Main Round |
| 4   | Cile           | 5 | 2 | 0 | 3 | 130 | 167 | −37 | 4  |                           |
| 5   | Austria        | 5 | 1 | 0 | 4 | 121 | 148 | −27 | 2  |                           |
| 6   | Arabia Saudita | 5 | 0 | 0 | 5 | 112 | 159 | −47 | 0  |                           |

#### Risultati
| Arbitri: | Fonseca Santos |

|              |           |             |
| R. Salinas 4 | Marcatori | Mortensen 8 |

| Arbitri: | Schulze Tönnies |

|                |           |         |
| Ma. Al-Salem 7 | Marcatori | Bilyk 7 |

| Arbitri: | Gubica Milošević |

|            |           |          |
| Jaballah 5 | Marcatori | Jøndal 9 |

| Arbitri: | R. Gasmi K. Gasmi |

|         |           |                  |
| Weber 6 | Marcatori | Er. Feuchtmann 9 |

| Arbitri: | Schulze Tönnies |

|       |           |                |
| Rød 9 | Marcatori | Ma. Al-Salem 7 |

| Arbitri: | Lah Sok |

|                    |           |            |
| M. Hansen, Lauge 7 | Marcatori | Chouiref 5 |

| Arbitri: | Gubica Milošević |

|                     |           |                              |
| Chouiref, Souissi 7 | Marcatori | Er. Feuchtmann, R. Salinas 8 |

| Arbitri: | Lah Sok |

|           |           |           |
| Sagosen 8 | Marcatori | Božović 7 |

| Arbitri: | R. Gasmi K. Gasmi |

|             |           |                |
| M. Landin 7 | Marcatori | Mo. Al-Salem 4 |

| Arbitri: | Lah Sok |

|               |           |                    |
| Al-Abdulali 5 | Marcatori | Boughanmi, Sanaï 7 |

| Arbitri: | R. Gasmi K. Gasmi |

|         |           |              |
| Blonz 8 | Marcatori | E. Salinas 9 |

| Arbitri: | Schulze Tönnies |

|                 |           |                    |
| tre giocatori 3 | Marcatori | M. Landin, Lauge 6 |

| Arbitri: | Gubica Milošević |

|                   |           |                |
| Er. Feuchtmann 11 | Marcatori | Mo. Al-Salem 8 |

| Arbitri: | Santos Fonseca |

|         |           |             |
| Weber 9 | Marcatori | Boughanmi 9 |

| Arbitri: | Nachevski Nikolov |

|              |           |               |
| M. Hansen 14 | Marcatori | Johannessen 5 |

### Girone D

#### Classifica
| Pos | Squadra   | G | V | N | P | GF  | GS  | DG  | Pt | Qualificazione            |
| --- | --------- | - | - | - | - | --- | --- | --- | -- | ------------------------- |
| 1   | Svezia    | 5 | 5 | 0 | 0 | 151 | 111 | +40 | 10 | Qualificate al Main Round |
| 2   | Ungheria  | 5 | 2 | 2 | 1 | 151 | 138 | +13 | 6  | Qualificate al Main Round |
| 3   | Egitto    | 5 | 2 | 1 | 2 | 132 | 133 | −1  | 5  | Qualificate al Main Round |
| 4   | Qatar     | 5 | 2 | 0 | 3 | 125 | 127 | −2  | 4  |                           |
| 5   | Argentina | 5 | 1 | 1 | 3 | 119 | 130 | −11 | 3  |                           |
| 6   | Angola    | 5 | 1 | 0 | 4 | 121 | 160 | −39 | 2  |                           |

#### Risultati
| Arbitri: | Fonseca Santos |

|        |           |             |
| Hebo 7 | Marcatori | Berrached 6 |

| Arbitri: | Raluy Sabroso |

|              |           |           |
| P. Simonet 6 | Marcatori | Balogh 11 |

| Arbitri: | Nachevski Nikolov |

|                     |           |                            |
| El-Ahmar, Mamdouh 5 | Marcatori | Gottfriddson, L. Nilsson 5 |

| Arbitri: | Raluy Sabroso |

|          |           |            |
| Benali 9 | Marcatori | El-Ahmar 6 |

| Arbitri: | Kolahdouzan Mousaviannazhad |

|        |           |            |
| Bóka 5 | Marcatori | Ferreira 5 |

| Arbitri: | Fonseca Santos |

|              |           |                |
| Zachrisson 6 | Marcatori | F. Fernández 6 |

| Arbitri: | Nachevski Nikolov |

|         |           |                  |
| Lékai 5 | Marcatori | Frankis, Sinen 5 |

| Arbitri: | Kolahdouzan Mousaviannazhad |

|                |           |         |
| F. Fernández 5 | Marcatori | Sanad 7 |

| Arbitri: | Raluy Sabroso |

|                      |           |        |
| Ekberg, Zachrisson 5 | Marcatori | Hebo 5 |

| Arbitri: | Nachevski Nikolov |

|            |           |              |
| Ferreira 7 | Marcatori | P. Simonet 7 |

| Arbitri: | Fonseca Santos |

|         |           |        |
| Lékai 6 | Marcatori | Zein 7 |

| Arbitri: | Schulze Tönnies |

|          |           |                          |
| Benali 8 | Marcatori | L. Nilsson, Zachrisson 7 |

| Arbitri: | Kolahdouzan Mousaviannazhad |

|            |           |        |
| El-Deraa 8 | Marcatori | Sibo 7 |

| Arbitri: | Lah Sok |

|           |           |                         |
| Frankis 8 | Marcatori | Baronetto, P. Simonet 4 |

| Arbitri: | Raluy Sabroso |

|              |           |         |
| L. Nilsson 7 | Marcatori | Lékai 8 |

## Coppa del Presidente

### 21º-24º posto

#### Tabellone
|  | Semifinali      | Semifinali      | Semifinali     |                |                 | Finale           | Finale           | Finale           |  |
|  |                 |                 |                |                |                 |                  |                  |                  |  |
|  | Corea unificata | Corea unificata | 27             |                |                 |                  |                  |                  |  |
|  | Corea unificata | Corea unificata | 27             |                |                 |                  |                  |                  |  |
|  | Giappone        | Giappone        | 25             |                |                 |                  |                  |                  |  |
|  | Giappone        | Giappone        | 25             |                | Corea unificata | Corea unificata  | 26               |                  |  |
|  |                 |                 |                |                | Corea unificata | Corea unificata  | 26               |                  |  |
|  |                 |                 | Arabia Saudita | Arabia Saudita | 27              |                  |                  |                  |  |
|  | Arabia Saudita  | Arabia Saudita  | Arabia Saudita | Arabia Saudita | 27              | 34               |                  |                  |  |
|  | Arabia Saudita  | Arabia Saudita  |                |                |                 | 34               |                  |                  |  |
|  | Angola          | Angola          | 29             |                |                 | Finale 23º posto | Finale 23º posto | Finale 23º posto |  |
|  | Angola          | Angola          | 29             |                |                 |                  |                  |                  |  |
|  |                 |                 |                |                |                 |                  |                  |                  |  |
|  |                 |                 |                |                |                 | Giappone         | Giappone         | 29               |  |
|  |                 |                 |                |                |                 | Giappone         | Giappone         | 29               |  |
|  |                 |                 |                |                |                 | Angola           | Angola           | 32               |  |

#### Risultati

##### Semifinali
| Arbitri: | Gubica Milošević |

|           |           |        |
| Kang J. 7 | Marcatori | Doi 10 |

| Arbitri: | Grillo Lenci |

|            |           |            |
| Al-Abbas 9 | Marcatori | Ferreira 8 |

##### Finale 23º posto
| Arbitri: | R. Gasmi K. Gasmi |

|                 |           |        |
| Doi, Watanabe 5 | Marcatori | Sibo 8 |

##### Finale 21º posto
| Arbitri: | Kolahdouzan Mousaviannazhad |

|         |           |                |
| Kang J. | Marcatori | Mo. Al-Salem 7 |

### 17º-20º posto

#### Tabellone
|  | Semifinali | Semifinali | Semifinali |           |        | Finale           | Finale           | Finale           |  |
|  |            |            |            |           |        |                  |                  |                  |  |
|  | Serbia     | Serbia     | 32         |           |        |                  |                  |                  |  |
|  | Serbia     | Serbia     | 32         |           |        |                  |                  |                  |  |
|  | Bahrein    | Bahrein    | 27         |           |        |                  |                  |                  |  |
|  | Bahrein    | Bahrein    | 27         |           | Serbia | Serbia           | 28               |                  |  |
|  |            |            |            |           | Serbia | Serbia           | 28               |                  |  |
|  |            |            | Argentina  | Argentina | 30     |                  |                  |                  |  |
|  | Austria    | Austria    | Argentina  | Argentina | 30     | 22               |                  |                  |  |
|  | Austria    | Austria    |            |           |        | 22               |                  |                  |  |
|  | Argentina  | Argentina  | 24         |           |        | Finale 19º posto | Finale 19º posto | Finale 19º posto |  |
|  | Argentina  | Argentina  | 24         |           |        |                  |                  |                  |  |
|  |            |            |            |           |        |                  |                  |                  |  |
|  |            |            |            |           |        | Bahrein          | Bahrein          | 27               |  |
|  |            |            |            |           |        | Bahrein          | Bahrein          | 27               |  |
|  |            |            |            |           |        | Austria          | Austria          | 29               |  |

#### Risultati

##### Semifinali
| Arbitri: | R. Gasmi K. Gasmi |

|           |           |             |
| V. Ilić 9 | Marcatori | Al-Sayyad 9 |

| Arbitri: | Boualloucha Khenissi |

|           |           |                |
| Frimmel 8 | Marcatori | F. Fernández 6 |

##### Finale 19º posto
| Arbitri: | Lah Sok |

|              |           |         |
| Al-Salatna 6 | Marcatori | Weber 9 |

##### Finale 17º posto
| Arbitri: | Gubica Milošević |

|         |           |                 |
| Kukić 7 | Marcatori | F. Fernández 10 |

### 13º-16º posto

#### Tabellone
|  | Semifinali | Semifinali | Semifinali |       |        | Finale           | Finale           | Finale           |  |
|  |            |            |            |       |        |                  |                  |                  |  |
|  | Russia     | Russia     | 30         |       |        |                  |                  |                  |  |
|  | Russia     | Russia     | 30         |       |        |                  |                  |                  |  |
|  | Macedonia  | Macedonia  | 28         |       |        |                  |                  |                  |  |
|  | Macedonia  | Macedonia  | 28         |       | Russia | Russia           | 28               |                  |  |
|  |            |            |            |       | Russia | Russia           | 28               |                  |  |
|  |            |            | Qatar      | Qatar | 34     |                  |                  |                  |  |
|  | Cile       | Cile       | Qatar      | Qatar | 34     | 27               |                  |                  |  |
|  | Cile       | Cile       |            |       |        | 27               |                  |                  |  |
|  | Qatar      | Qatar      | 37         |       |        | Finale 15º posto | Finale 15º posto | Finale 15º posto |  |
|  | Qatar      | Qatar      | 37         |       |        |                  |                  |                  |  |
|  |            |            |            |       |        |                  |                  |                  |  |
|  |            |            |            |       |        | Macedonia        | Macedonia        | 32               |  |
|  |            |            |            |       |        | Macedonia        | Macedonia        | 32               |  |
|  |            |            |            |       |        | Cile             | Cile             | 30               |  |

#### Risultati

##### Semifinali
| Arbitri: | Gjeding Hansen |

|             |           |              |
| Zhitnikov 8 | Marcatori | K. Lazarov 9 |

| Arbitri: | Pavićević Ražnatović |

|                  |           |          |
| Er. Feuchtmann 7 | Marcatori | Benali 8 |

##### Finale 15º posto
| Arbitri: | Brunner Ražnatović |

|              |           |                  |
| K. Lazarov 9 | Marcatori | Er. Feuchtmann 9 |

##### Finale 13º posto
| Arbitri: | Salah Pavićević |

|            |           |                   |
| Kovalyov 9 | Marcatori | Benali, Frankis 8 |

## Turno principale

### Gruppo 1

#### Classifica
| Pos | Squadra  | G | V | N | P | GF  | GS  | DG  | Pt | Qualificazione              |
| --- | -------- | - | - | - | - | --- | --- | --- | -- | --------------------------- |
| 1   | Germania | 5 | 4 | 1 | 0 | 136 | 116 | +20 | 9  | Qualificate alle semifinali |
| 2   | Francia  | 5 | 3 | 1 | 1 | 133 | 122 | +11 | 7  | Qualificate alle semifinali |
| 3   | Croazia  | 5 | 3 | 0 | 2 | 124 | 117 | +7  | 6  |                             |
| 4   | Spagna   | 5 | 2 | 0 | 3 | 147 | 136 | +11 | 4  |                             |
| 5   | Brasile  | 5 | 2 | 0 | 3 | 128 | 149 | −21 | 4  |                             |
| 6   | Islanda  | 5 | 0 | 0 | 5 | 122 | 150 | −28 | 0  |                             |

#### Risultati
| Arbitri: | Jørum Kleven |

|                 |           |         |
| Fabregas, Mem 6 | Marcatori | Solé 11 |

| Arbitri: | Horáček Novotný |

|        |           |              |
| Fäth 6 | Marcatori | Gunnarsson 6 |

| Arbitri: | Jørum Kleven |

|           |           |           |
| Langaro 9 | Marcatori | Duvnjak 6 |

| Arbitri: | Kurtagic Wetterwik |

|           |           |                     |
| Jónsson 5 | Marcatori | Porte, Richardson 5 |

| Arbitri: | Pavićević Ražnatović |

|               |           |                   |
| Ariño, Solé 6 | Marcatori | Langaro, Nantes 4 |

| Arbitri: | Gjeding Hansen |

|                   |           |         |
| Karačić, Štrlek 4 | Marcatori | Wiede 6 |

| Arbitri: | Jørum Kleven |

|           |           |           |
| Langaro 9 | Marcatori | Jónsson 7 |

| Arbitri: | Horáček Novotný |

|              |           |          |
| Richardson 5 | Marcatori | Horvat 7 |

| Arbitri: | Kurtagic Wetterwik |

|        |           |        |
| Böhm 5 | Marcatori | Solé 8 |

### Gruppo 2

#### Classifica
| Pos | Squadra   | G | V | N | P | GF  | GS  | DG  | Pt | Qualificazione              |
| --- | --------- | - | - | - | - | --- | --- | --- | -- | --------------------------- |
| 1   | Danimarca | 5 | 5 | 0 | 0 | 147 | 116 | +31 | 10 | Qualificate alle semifinali |
| 2   | Norvegia  | 5 | 4 | 0 | 1 | 157 | 135 | +22 | 8  | Qualificate alle semifinali |
| 3   | Svezia    | 5 | 3 | 0 | 2 | 148 | 137 | +11 | 6  |                             |
| 4   | Egitto    | 5 | 1 | 1 | 3 | 132 | 138 | −6  | 3  |                             |
| 5   | Ungheria  | 5 | 1 | 1 | 3 | 134 | 144 | −10 | 3  |                             |
| 6   | Tunisia   | 5 | 0 | 0 | 5 | 113 | 161 | −48 | 0  |                             |

#### Risultati
| Arbitri: | Nachevski Nikolov |

|         |           |                      |
| Sanaï 6 | Marcatori | Ekberg, A. Nilsson 7 |

| Arbitri: | Schulze Tönnies |

|             |           |         |
| M. Hansen 7 | Marcatori | Szita 5 |

| Arbitri: | Santos Fonseca |

|          |           |                    |
| Balogh 9 | Marcatori | Boughanmi, Sanaï 5 |

| Arbitri: | Raluy Sabroso |

|                 |           |                   |
| Rød, Sagosen 10 | Marcatori | El-Ahmar, Sanad 4 |

| Arbitri: | Santos Fonseca |

|                     |           |           |
| A. Nilsson, Wanne 5 | Marcatori | Jøndal 11 |

| Arbitri: | Gubica Milošević |

|        |           |                           |
| Zein 6 | Marcatori | M. Hansen, Zachariassen 5 |

| Arbitri: | Nachevski Nikolov |

|             |           |        |
| Boughanmi 6 | Marcatori | Omar 7 |

| Arbitri: | Schulze Tönnies |

|               |           |           |
| Jøndal, Rød 7 | Marcatori | Balogh 11 |

| Arbitri: | Raluy Sabroso |

|             |           |             |
| M. Hansen 6 | Marcatori | Tollbring 8 |

## Fase finale
|  | Semifinali | Semifinali | Semifinali |          |           | Finale          | Finale          | Finale          |  |
|  |            |            |            |          |           |                 |                 |                 |  |
|  | Danimarca  | Danimarca  | 38         |          |           |                 |                 |                 |  |
|  | Danimarca  | Danimarca  | 38         |          |           |                 |                 |                 |  |
|  | Francia    | Francia    | 30         |          |           |                 |                 |                 |  |
|  | Francia    | Francia    | 30         |          | Danimarca | Danimarca       | 31              |                 |  |
|  |            |            |            |          | Danimarca | Danimarca       | 31              |                 |  |
|  |            |            | Norvegia   | Norvegia | 22        |                 |                 |                 |  |
|  | Germania   | Germania   | Norvegia   | Norvegia | 22        | 25              |                 |                 |  |
|  | Germania   | Germania   |            |          |           | 25              |                 |                 |  |
|  | Norvegia   | Norvegia   | 31         |          |           | Finale 3º posto | Finale 3º posto | Finale 3º posto |  |
|  | Norvegia   | Norvegia   | 31         |          |           |                 |                 |                 |  |
|  |            |            |            |          |           |                 |                 |                 |  |
|  |            |            |            |          |           | Francia         | Francia         | 26              |  |
|  |            |            |            |          |           | Francia         | Francia         | 26              |  |
|  |            |            |            |          |           | Germania        | Germania        | 25              |  |

### Semifinali
| Arbitri: | Gubica Milošević |

|              |           |        |
| M. Hansen 12 | Marcatori | Mahé 8 |

| Arbitri: | Horáček Novotný |

|              |           |       |
| Gensheimer 7 | Marcatori | Rød 7 |

### Finale 7º posto
| Arbitri: | Gjeding Hansen |

|            |           |            |
| Cañellas 9 | Marcatori | El-Ahmar 7 |

### Finale 5º posto
| Arbitri: | Schulze Tönnies |

|             |           |          |
| Stepančić 5 | Marcatori | Ekberg 6 |

### Finale 3º posto
| Arbitri: | Santos Fonseca |

|              |           |        |
| Gensheimer 7 | Marcatori | Mahé 7 |

### Finale
| Arbitri: | Gubica Milošević |

|                                                                               |           |                                                                                      |
| Jøndal 9 Johannessen 3 Sagosen 3 Bjørsen 2 Rød 2 Myrhol 1 Øverby 1 Reinkind 1 | Marcatori | M. Hansen 7 Olsen 5 Lauge 4 Mensah Larsen 4 Svan 4 M. Landin 3 Zachariassen 3 Øris 1 |

## Classifica finale
| Pos.    | Nazione        |
| ------- | -------------- |
| Oro     | Danimarca      |
| Argento | Norvegia       |
| Bronzo  | Francia        |
| 4       | Germania       |
| 5       | Svezia         |
| 6       | Croazia        |
| 7       | Spagna         |
| 8       | Egitto         |
| 9       | Brasile        |
| 10      | Ungheria       |
| 11      | Islanda        |
| 12      | Tunisia        |
| 13      | Qatar          |
| 14      | Russia         |
| 15      | Macedonia      |
| 16      | Cile           |
| 17      | Argentina      |
| 18      | Serbia         |
| 19      | Austria        |
| 20      | Bahrein        |
| 21      | Arabia Saudita |
| 22      | Corea del Sud  |
| 23      | Angola         |
| 24      | Giappone       |

## Premi individuali

### All-Star Team
All-Star Team del torneo ed MVP.
| Ruolo            | Giocatore              |
| ---------------- | ---------------------- |
| Portiere         | Niklas Landin Jacobsen |
| Ala sinistra     | Magnus Jøndal          |
| Terzino sinistro | Sander Sagosen         |
| Centrale         | Rasmus Lauge Schmidt   |
| Terzino destro   | Fabian Wiede           |
| Ala destra       | Ferrán Solé            |
| Pivot            | Bjarte Myrhol          |
| M.V.P.           | Mikkel Hansen          |